# Герб Верхнекамского района
Герб муниципального образования «Верхнекамский район» — опознавательно-правовой знак, составленный и употребляемый в соответствии с правилами геральдики, служащий символом муниципального района «Верхнекамский район» Кировской области Российской Федерации.

## Описание герба
Описание герба:
В зелёном поле золотые молот и кирка накрест, сопровождаемые внизу двумя возникающими навстречу друг другу и ударяющимися друг о друга серебряными волнами.

## Обоснование символики
Обоснование символики:
Герб языком символов и аллегорий передает природные, исторические и экономические особенности района.
К уникальным особенностям района относится то, что на его территории расположены верховья рек Вятки и Камы, которые расходятся в разные стороны, чтобы почти в тысяче километров южнее снова соединиться, и нести свои воды дальше, к Волге. Вятка и Кама символически отображены двумя встречающимися и расходящимися водными потоками (волнами).
Богатство полезными ископаемыми и богатая история их добычи и переработки обозначены скрещёнными киркой и молотом.
Жёлтый цвет (золото) символически связывают с солнцем, которое олицетворяет такие качества и понятия как верность, милосердие, справедливость, человеколюбие, умеренность, славу, счастье, великодушие, щедрость и мудрость.
Белый цвет (серебро) может обозначать правдивость, надежду, благородство, искренность, победоносность, единодушие и согласие.
Зелёный цвет символизирует лесные богатства района, а также мирный труд и любовь к родине.

## История создания
- 16 ноября 2011 — герб района утверждён решением Верхнекамской районной Думы[1]

- Герб Верхнекамского района включён в Государственный геральдический регистр Российской Федерации под № 7318[3].